# Carlo Brazzorotto
Carlo Brazzorotto (Rovigo, 26 novembre 1943 – luglio 2012) è stato un politico italiano.

## Biografia
Esponente del Partito Socialista Democratico Italiano, ricoprì per molti anni la carica di consigliere comunale a Rovigo, sua città natale.
Dall'agosto 1985 al giugno 1990 fu assessore nelle giunte di Benito Bortolami (1985-1987) e di Carlo Piombo (1987-1990). Il 12 luglio 1990 venne eletto sindaco di Rovigo, guidando una giunta quadripartito composta da comunisti, socialisti, socialdemocratici e i Verdi, con l'appoggio esterno di una lista civica. Rimase in carica fino al 4 febbraio 1993, ricoprendo poi brevemente la carica di assessore allo sviluppo, fino a che fu costretto a dimettersi nell'ambito dello scandalo di Tangentopoli.